# Carolina Blues
Carolina Blues è un film del 1944 diretto da Leigh Jason. Se nel film la Carrol sposa un attrezzista costringendo l'orchestra a trovare un rimpiazzo, nella realtà la Carroll, subentrata a una precedente cantante, sposò Kay Kyser nel 1944.

## Trama
Kay Kyser, leader di un'orchestra, desidererebbe prendere una vacanza, ma gli viene impedito dal loro agente pubblicitario che ha già preso l'impegno di un concerto di beneficenza per i lavoratori nei campi della Carolina. Laggiù la loro cantante deve abbandonare per via del suo matrimonio appena contratto, e vorrebbe prendere il suo posto la figlia di un piantatore locale, ma Kyser si oppone fermamente.